# 福井市明道中学校
福井市明道中学校（ふくいし めいどうちゅうがっこう）は、福井県福井市文京2丁目にある公立中学校。

## 特色
福井市明倫中学校（旧第一中学校）、福井市光陽中学校（旧第二中学校）、福井市立明道中学校（旧第三中学校）、福井市進明中学校（旧第四中学校）、福井市成和中学校（旧第五中学校）は、同時期（1947年（昭和22年））に創立された。これら5つの中学校は福井市内で最も歴史ある中学校であり、これらを総称して福井五中という。

## 沿革
- 1947年（昭和22年）5月1日 - 福井市第三中学校として創立。
- 1949年（昭和24年）4月1日 - 福井市明道中学校と改称。
- 1953年（昭和28年）4月1日 - 福井大学学芸学部附属中学校を併設。
- 1963年（昭和38年）3月31日 - 福井大学学芸部附属中学校が独立、分離。
- 1985年（昭和60年）3月23日 - 藤島中学校開校に伴い、離別式を挙行。

## 部活動

### 運動部
- 陸上部
  - 第38回北信越夏季総合競技大会
    - 男子総合（第2位）
    - 共通男子110mハードル（第2位）
    - 共通男子400mリレー（第1位）

  - 第39回全国中学校陸上競技選手権大会出場
- 野球部
- サッカー部
  - 第11回JFAプレミアカップ北信越大会出場
- 男子ソフトテニス部
  - 第35回北信越選抜インドアソフトテニス選手権大会出場
  - 第22回都道府県対抗全日本中学生ソフトテニス大会（東日本大震災発生のため中止）
  - 第31回北信越中学校総合競技大会（第3位）
  - 第23回都道府県対抗全日本中学生ソフトテニス大会出場
- 女子ソフトテニス部
- 男子バドミントン部
- 女子バドミントン部
- 男子バスケットボール部
- 女子バスケットボール部
- 女子バレーボール部
- 男子卓球部

### 文化部
- 吹奏楽部
  - 第52回北陸吹奏楽コンクール（金賞・代表）
  - 第11回東日本学校吹奏楽大会（銀賞）
  - 第53回北陸吹奏楽コンクール（金賞・代表）
  - 第12回東日本学校吹奏楽大会（銅賞）
- 合唱部
  - 第89回ＮＨＫ全国学校音楽コンクール東海北陸ブロックコンクール（銀賞）
  - 第90回ＮＨＫ全国学校音楽コンクール東海北陸ブロックコンクール（金賞・代表）
  - 第90回ＮＨＫ全国学校音楽コンクール全国コンクール（優良賞）
- 美術部
- 情報科学部

## 著名な卒業生
- 白井淳夫（日本有数のジャズ・サクソフォーン奏者。「福井新聞文化賞」受賞。福井市在住。）
- 山谷えり子（政治家。衆議院議員、元国家公安委員会委員長、内閣府特命担当大臣（防災担当））
- 高島英幸（英語教育学者、東京外国語大学名誉教授）
- めるも（振付師、ものまねタレント、坂田佳子公認そっくりさん）
- 清水智信（元プロボクサー、政治家。2011年、WBCの防衛で勝利。2012年9月10日現役引退。）
- 近藤フク（俳優。劇団ペンギンプルペイルパイルズ所属。）

## 学校周辺
- 福井市立図書館
- 福井県立美術館
- 福井県立藤島高等学校
- 北陸中学校・高等学校
- 福井大学

## アクセス
- 京福バス：「明道中学校前」下車。
- すまいるバス：北ルート（田原・文京方面）「田原町商店街」下車。